# Jonathan Marchessault
Jonathan Marchessault, född 27 december 1990, är en kanadensisk professionell ishockeyspelare som spelar för Nashville Predators i National Hockey League (NHL). Han har tidigare spelat för Columbus Blue Jackets, Tampa Bay Lightning, Florida Panthers och Vegas Golden Knights.
Efter att ha blivit vald av Golden Knights i expansionsdraften blev Marchessault en lagets toppspelare och var en stark bidragande orsak till lagets avancemang till Stanley Cup-finalen 2018 som första expansionslag att nå finalen sedan St. Louis Blues 1967-68. Marchessault vann senare Conn Smythe Trophy som ligans mest värdefulla spelare när han tillsammans med Golden Knights vann Stanley Cup 2023.

## Statistik

### Klubbkarriär
| 2007–08    | Quebec Remparts       | QMJHL      | 56  | 10  | 10  | 20  | 18  | 11  | 1  | 0  | 1  | 6  |
| 2008–09    | Quebec Remparts       | QMJHL      | 62  | 18  | 35  | 53  | 75  | 14  | 2  | 4  | 6  | 10 |
| 2009–10    | Quebec Remparts       | QMJHL      | 68  | 30  | 41  | 71  | 54  | 9   | 3  | 11 | 14 | 14 |
| 2010–11    | Quebec Remparts       | QMJHL      | 68  | 40  | 55  | 95  | 41  | 18  | 11 | 22 | 33 | 12 |
| 2011–12    | Connecticut Whale     | AHL        | 76  | 24  | 40  | 64  | 50  | 9   | 4  | 0  | 4  | 26 |
| 2012–13    | Springfield Falcons   | AHL        | 74  | 21  | 46  | 67  | 65  | 8   | 0  | 3  | 3  | 8  |
| 2012–13    | Columbus Blue Jackets | NHL        | 2   | 0   | 0   | 0   | 0   | —   | —  | —  | —  | —  |
| 2013–14    | Springfield Falcons   | AHL        | 56  | 14  | 27  | 41  | 51  | —   | —  | —  | —  | —  |
| 2013–14    | Syracuse Crunch       | AHL        | 21  | 9   | 6   | 15  | 8   | —   | —  | —  | —  | —  |
| 2014–15    | Syracuse Crunch       | AHL        | 68  | 24  | 43  | 67  | 38  | 3   | 0  | 0  | 0  | 0  |
| 2014–15    | Tampa Bay Lightning   | NHL        | 2   | 1   | 0   | 1   | 0   | 2   | 0  | 0  | 0  | 0  |
| 2015–16    | Syracuse Crunch       | AHL        | 11  | 6   | 3   | 9   | 6   | —   | —  | —  | —  | —  |
| 2015–16    | Tampa Bay Lightning   | NHL        | 45  | 7   | 11  | 18  | 17  | 5   | 0  | 1  | 1  | 6  |
| 2016–17    | Florida Panthers      | NHL        | 75  | 30  | 21  | 51  | 38  | —   | —  | —  | —  | —  |
| 2017–18    | Vegas Golden Knights  | NHL        | 77  | 27  | 48  | 75  | 40  | 20  | 8  | 13 | 21 | 10 |
| 2018–19    | Vegas Golden Knights  | NHL        | 82  | 25  | 34  | 59  | 52  | 7   | 4  | 2  | 6  | 6  |
| 2019–20    | Vegas Golden Knights  | NHL        | 66  | 22  | 25  | 47  | 28  | 20  | 3  | 7  | 10 | 16 |
| 2020–21    | Vegas Golden Knights  | NHL        | 55  | 18  | 26  | 44  | 39  | 19  | 6  | 3  | 9  | 12 |
| 2021–22    | Vegas Golden Knights  | NHL        | 76  | 30  | 36  | 66  | 36  | —   | —  | —  | —  | —  |
| 2022–23    | Vegas Golden Knights  | NHL        | 76  | 28  | 29  | 57  | 21  | 22  | 13 | 12 | 25 | 14 |
| 2023–24    | Vegas Golden Knights  | NHL        | 82  | 42  | 27  | 69  | 40  | 7   | 2  | 2  | 4  | 2  |
| NHL totalt | NHL totalt            | NHL totalt | 638 | 230 | 257 | 487 | 311 | 102 | 36 | 40 | 76 | 66 |

### Internationellt
| År            | Lag           | Turnering     | Resultat      |    | Matcher | Mål | Assist | Poäng | Utv |
| ------------- | ------------- | ------------- | ------------- | -- | ------- | --- | ------ | ----- | --- |
| 2019          | Kanada        | VM            | 2             | 10 | 3       | 7   | 10     | 8     |     |
| Senior totalt | Senior totalt | Senior totalt | Senior totalt | 10 | 3       | 7   | 10     | 8     |     |